# Bougaa
Bougaa är en ort i Algeriet.   Den ligger i provinsen Sétif, i den norra delen av landet, 190 km öster om huvudstaden Alger. Bougaa ligger 859 meter över havet och antalet invånare är 38 597.

## Terräng och klimat
Terrängen runt Bougaa är kuperad. Runt Bougaa är det ganska tätbefolkat, med 199 invånare per kvadratkilometer. Det finns inga andra samhällen i närheten. Omgivningarna runt Bougaa är i huvudsak ett öppet busklandskap.